# Saute-mouton (court métrage)
Pour l’article homonyme, voir Saute-mouton (homonymie).
 (juillet 2025).
Pour plus de détails, voir Fiche technique et Distribution.
Saute-mouton (Boundin') est un court métrage américain des studios Pixar, proposé aux Oscars, dont l'histoire est chantée.

## Synopsis
Un petit mouton au fier pelage dansait sous le soleil clair, mais un jour il se fait prendre et tondre ; il revient donc dans sa petite clairière, nu comme un ver. Il est très triste, tous ses amis (les chiens de prairie et les marmottes) se moquent de lui. Un jour arrive un lapin-antilope, qui lui apprend à voir la vie du bon côté ; même s'il n'a plus de laine, il a encore quatre pattes et peut donc sauter toute la journée. Dans un fondu-enchaîné sur les saisons qui passent, le petit mouton saute et saute encore alors que sa laine repousse. Et quand revoilà le mois de mai, il se fait tondre à nouveau, mais a appris à s'y faire.
Le mini film termine sur une pseudo morale : « et dans ce monde de haut et de bas, heureusement que les lapins antilopes sont là ! »

## Fiche technique
- Titre original : Boundin'
- Titre français : Saute-mouton
- Réalisation : Bud Luckey et Roger Gould
- Scénario : Bud Luckey d’après sa propre histoire originale
- Animation : Doug Sweetland (animateur en chef et character designer en chef)
- Musique : Bud Luckey
- Producteur : John Lasseter
- Production : Pixar
- Durée : 5 minutes
- Sortie : 2003, 10 novembre 2004 avec Les Indestructibles
- Pays :  États-Unis

## Distribution

### Voix originale
- Bud Luckey : le narrateur

### Voix française
- Gérard Rinaldi : le narrateur, l'agneau et le lapin-antilope

## Commentaires
Ce court-métrage aborde de façon ludique la relativité des aléas de la vie quotidienne et effleure aussi le problème de l'intolérance face aux personnes différentes.